# Am Ende der Wald
Am Ende der Wald ist ein deutscher Kurzfilm von Felix Ahrens. Er gewann im Jahr 2016 den Student Academy Award (Oscar) als bester Kurzfilm.

## Handlung
Elke, eine junge Polizistin, und ihr Kollege Armin befinden sich nahe der tschechischen Grenze auf Streife. Bei einer routinemäßigen Fahrzeugkontrolle widersetzt sich ein junger Tscheche ihren polizeilichen Anordnungen und wird dabei im Affekt von Elke erschossen. Elke wird daraufhin für die Dauer der internen Ermittlungen vom Dienst suspendiert und sinkt in ein tiefes Loch aus Schuldgefühlen. Als diese irgendwann unerträglich werden, macht sich Elke auf den Weg nach Tschechien, um die Familie des Getöteten ausfindig zu machen.

## Produktion
Der Film entstand als Bachelorarbeit an der Filmuniversität Babelsberg Konrad Wolf. Der MDR trat als Koproduzent auf.
Gedreht wurde an 12 Tagen in Sebnitz (Sachsen) und Umgebung vom 17. bis 30. Juni 2015.

## Kritik
„Mit seinem Kurzspielfilm AM ENDE DER WALD ist Felix Ahrens ein spannender und bis zum Ende überraschender Thriller gelungen, der seine große atmosphärische Dichte von der ersten bis zur letzten Minute hält. Ganz nah ist die Kamera bei der Protagonistin Elke, für die Henrike von Kuick die ideale Besetzung ist. Elke ist rau, keine wirkliche Sympathieträgerin – und doch ist man bereit, sie durch den Film zu begleiten, mit ihr die verschiedenen Gefühle zu durchleben, von Angst über Trotz bis hin zur Verzweiflung. Die Bilder sind geprägt von bedrückender Dunkelheit, das Farbenspiel von Grau bis Grün deckt sich teppichgleich über den Film und spiegelt die Situation.“

## Auszeichnungen
Der Film lief im Wettbewerb mehrerer Filmfestivals und gewann diverse Preise wie den Publikumspreis Erster Gang auf dem Kinofest Lünen. Herausragende Auszeichnungen waren darüber hinaus:
- Student Academy Award (Oscar) in der Kategorie bester Kurzfilm 2016
- Prädikat besonders Wertvoll der Deutschen Film- und Medienbewertung[4]
- 2017: Aufnahme in den Katalog der AG Kurzfilm[5]